# NCIS (франшиза)
Војни адвокати је америчка правна драма са нагласком на војне теме. Из епизода Ледена краљица (1. део) и Отапање (2. део) је настала серија МЗИС. Серија је емитована од 23. септембра 1995. године до 29. априла 2005. године.
МЗИС је серија која се емитује од 30. септембра 2003. Серија се бави злочинима у војсци. МЗИС је у првој епизоди имао назив Морнаричко ЗИС, али је у другој епизоди скраћено на МЗИС. Пре него што је постала МЗИС, служба се звала МИС (Морнаричка истраживачка служба). 
У шестој сезони су 22. и 23. епизода (Легенда -I део- и Легенда -II део-) довеле до првог огранка под називом МЗИС: Лос Анђелес. 
У једанаестој сезони су 18. и 19. епизода (Град полумесеца -I део- и Град полумесеца -II део-) довели до другог огранка под називом МЗИС: Њу Орлеанс. 
Серија МЗИС за сада броји четрнаест сезона. 
МЗИС: Лос Анђелес је серија која се емитује од 22. септембра 2009. Серија се бави злочинима у војсци. МЗИС: Лос Анђелес је у првој епизоди имао назив Морнаричко ЗИС: Лос Анђелес, али је у другој епизоди скраћено на МЗИС: Лос Анђелес
Серија МЗИС: Лос Анђелес за сада броји осам сезона. 
МЗИС: Њу Орлеанс је серија која се емитује од 23. септембра 2014. Серија се бави злочинима у војсци. 
Серија МЗИС: Њу Орлеанс за сада броји три сезоне. 

## Опис

### Војни адвокати
Серија САГ прати рад војних адвоката који бране војнике на суђењима и утврђују да ли су криви за то за шта су оптужени или нису. Адвокати који бране војнике су били Хармон Раб, Кејтлин Пајк (1. сезона (1. и 2. епизода), све док није унапређена у поручницу и док није премештена), Мег Остин (1. сезона (од 3. до 22. епизоде), све док није напустила тим), Сара Макензи, Бад Робертс, Питер Тарнер и Џенифер Коутс. Сви они су радили под командом контраадмирала Алберта Џетра Чегвидена (док он није отишао у пензију на крају 9. сезоне).

### МЗИС
Серија МЗИС прати измишљену екипу агената Морнаричко-злочинистичко истражитељске службе која је стационирана у Вашингтону коју води Лерој Џетро Гибс. Под његовом командом су агенти Кејтлин Тод (убијена на крају 2. сезоне), Ентони Динозо мл. (напустио тим да би бринуо о својој и Зивиној ћерки на крају 13. сезоне), Тимоти Макги, Зива Давид (док се није вратила у Израел у 2. епизоди 11. сезоне, где је и погинула на крају 13. сезоне), Еленор Бишоп, Николас Торес и Александра Квин. У екипи се такође налазе форензички специјалиста Ебигејл Шуто, мртвозорник др. Доналд Малард и његов помоћник Џејмс Палмер, директор Џенифер Шепард (убијена на крају 5. сезоне), њен помоћник (од 6. сезоне директор) Леон Венс и официр МИ6 Клејтон Ривс.

### МЗИС: Лос Анђелес
Серија МЗИС: Лос Анђелес прати измишљену екипу агената Морнаричко-злочинистичко истражитељске службе која је стационирана у Лос Анђелесу и коју води Хенријета Ленг. Под њеном командом су агенти Џи Кален, Нејт Гец (напустио на крају 1. сезоне, али се повремено враћа), Кензи Блај, Доминик Вејл (убијен у 21. епизоди 1. сезоне) и веза са полицијом детектив Мартин Дикс. У екипи се такође налазе технички аналитичари Ерик Бил и Нел Џоунс и помоћник директора Овен Гренџер (преминуо од рака у току 8. сезоне).

### МЗИС: Њу Орлеанс
Серија МЗИС: Њу Орлеанс прати измишљену екипу агената Морнаричко-злочинистичко истражитељске службе која је стационирана у Новом Орлеансу и коју води Двејн Касијус Прајд. Под његовом командом су агенти Кристофер Ласејл, Мередит Броди (напустила тим на крају 2. сезоне), Соња Перси и Тами Грегорио (од 3. сезоне). У екипи се такође налазе и рачунарски стручњак Патон Плејм, који је инвалид и мртвозорник др. Лорета Вејд и њен помоћник Себастијан Ланд.

## Серије
| Серија         | 1995/96 | 1996/97 | 1997/98 | 1998/99 | 1999/00 | 2000/01 | 2001/02 | 2002/03 | 2003/04 | 2004/05 | 2005/06 | 2006/07 | 2007/08 | 2008/09 | 2009/10 | 2010/11 | 2011/12 | 2012/13 | 2013/14 | 2014/15 | 2015/16 | 2016/17 | 2017/18 | 2018/19 | 2019/20 | 2020/21 | 2021/22 | 2022/23 | 2023/24 | 2024/25 | Трајање   |
| -------------- | ------- | ------- | ------- | ------- | ------- | ------- | ------- | ------- | ------- | ------- | ------- | ------- | ------- | ------- | ------- | ------- | ------- | ------- | ------- | ------- | ------- | ------- | ------- | ------- | ------- | ------- | ------- | ------- | ------- | ------- | --------- |
| Војни адвокати | 1       | 2       | 3       | 4       | 5       | 6       | 7       | 8       | 9       | 10      |         |         |         |         |         |         |         |         |         |         |         |         |         |         |         |         |         |         |         |         | 1995-05   |
| МЗИС           |         |         |         |         |         |         |         | Увод    | 1       | 2       | 3       | 4       | 5       | 6       | 7       | 8       | 9       | 10      | 11      | 12      | 13      | 14      | 15      | 16      | 17      | 18      | 19      | 20      | 21      | 22      | 2003-     |
| МЗИС: ЛА       |         |         |         |         |         |         |         |         |         |         |         |         |         | Увод    | 1       | 2       | 3       | 4       | 5       | 6       | 7       | 8       | 9       | 10      | 11      | 12      | 13      | 14      |         |         | 2009-2023 |
| МЗИС: НО       |         |         |         |         |         |         |         |         |         |         |         |         |         |         |         |         |         |         | Увод    | 1       | 2       | 3       | 4       | 5       | 6       | 7       |         |         |         |         | 2014-2020 |
| МЗИС: MX       |         |         |         |         |         |         |         |         |         |         |         |         |         |         |         |         |         |         |         |         |         |         |         |         |         |         | 1       | 2       | 3       |         | 2021-2024 |
| МЗИС: Cыд      |         |         |         |         |         |         |         |         |         |         |         |         |         |         |         |         |         |         |         |         |         |         |         |         |         |         |         |         | 1       | 2       | 2023-     |

## Улоге
| Лик                   | Број појављивања у епизодама | Број појављивања у епизодама | Број појављивања у епизодама | Број појављивања у епизодама | Број појављивања у епизодама | Глумац               | Прво | Последње |
| Лик                   | Серије                       | Серије                       | Серије                       | Серије                       | Укупно                       | Глумац               | Прво | Последње |
| Лик                   | САГ                          | МЗИС                         | МЗИС: ЛА                     | МЗИС: НО                     | Укупно                       | Глумац               | Прво | Последње |
| --------------------- | ---------------------------- | ---------------------------- | ---------------------------- | ---------------------------- | ---------------------------- | -------------------- | ---- | -------- |
| Хармон Раб            | 227                          |                              |                              |                              | 227                          | Дејвид Џејмс Елиот   | 1995 | 2005     |
| Кејтлин Пајк          | 5                            |                              |                              |                              | 5                            | Андреа Паркер        | 1995 | 2001     |
| Томас Бун             | 12                           |                              |                              |                              | 12                           | Тери О’Квин          | 1995 | 2002     |
| Мег Остин             | 20                           |                              |                              |                              | 20                           | Трејси Нидам         | 1995 | 1996     |
| Сара Макензи          | 205                          |                              |                              |                              | 205                          | Кетрин Бел           | 1997 | 2005     |
| Бад Робертс           | 208                          | 2                            |                              |                              | 210                          | Патрик Лаборто       | 1995 | -        |
| Алберт Џетро Чегвиден | 189                          | 1                            | 2                            |                              | 192                          | Џон М. Џексон        | 1996 | -        |
| Питер Тарнер          | 75                           |                              |                              |                              | 75                           | Скот Лоренс          | 2001 | 2005     |
| Џенифер Коутс         | 62                           |                              |                              |                              | 62                           | Зои Меклилан         | 2001 | 2005     |
|                       |                              |                              |                              |                              |                              |                      |      |          |
| Лерој Џетро Гибс      | 2                            | 330                          |                              | 3                            | 335                          | Марк Хармон          | 2003 | -        |
| Кејтлин Тод           |                              | 49                           |                              |                              | 49                           | Саша Александер      | 2003 | 2011     |
| Ентони Динозо мл.     | 2                            | 306                          | 1                            | 1                            | 310                          | Мајкл Ведерли        | 2003 | 2016     |
| Ебигејл Шуто          | 2                            | 330                          | 2                            | 2                            | 336                          | Поли Перет           | 2003 | -        |
| др. Доналд Малард     | 2                            | 330                          |                              | 2                            | 334                          | Дејвид Макалум       | 2003 | -        |
| Тимоти Макги          |                              | 313                          |                              | 1                            | 314                          | Шон Мајер            | 2003 | -        |
| Зива Давид            |                              | 191                          |                              |                              | 191                          | Коте де Пабло        | 2005 | 2013     |
| Џенифер Шепард        |                              | 61                           |                              |                              | 61                           | Лорен Холи           | 2005 | 2008     |
| Леон Венс             |                              | 217                          | 10                           | 3                            | 230                          | Роки Керол           | 2008 | -        |
| Џејмс Палмер          |                              | 234                          |                              | 1                            | 235                          | Брајан Дицен         | 2004 | -        |
| Еленор Бишоп          |                              | 88                           |                              | 1                            | 89                           | Емили Викершом       | 2013 | -        |
| Николас Торес         |                              | 24                           |                              | 1                            | 25                           | Вајлдер Валдерама    | 2016 | -        |
| Александра Квин       |                              | 24                           |                              |                              | 24                           | Џенифер Еспозито     | 2016 | -        |
| Клејтон Ривс          |                              | 22                           |                              |                              | 22                           | Двејн Хенри          | 2016 | -        |
|                       |                              |                              |                              |                              |                              |                      |      |          |
| Гриша Кален           |                              | 2                            | 192                          |                              | 194                          | Крис О’Донел         | 2009 | -        |
| Нејт Гејц             |                              | 2                            | 36                           |                              | 38                           | Питер Камбор         | 2009 | -        |
| Кензи Блај            |                              | 2                            | 192                          |                              | 194                          | Данијела Руа         | 2009 | -        |
| Доминик Вејл          |                              |                              | 13                           |                              | 13                           | Адам Џамал Крег      | 2009 | 2010     |
| Хенријета Ленг        |                              |                              | 192                          |                              | 192                          | Линда Хант           | 2010 | -        |
| Семјуел Хана          |                              | 2                            | 192                          |                              | 194                          | Џејмс Тод Смит       | 2009 | -        |
| Ерик Бил              |                              | 2                            | 192                          |                              | 194                          | Берет Фоа            | 2009 | -        |
| Мартин А. Дикс        |                              |                              | 169                          |                              | 169                          | Ерик Кристијан Олсен | 2010 | -        |
| Нел Џоунс             |                              |                              | 164                          |                              | 164                          | Рене Фелис Смит      | 2010 | -        |
| Овен Гренџер          |                              |                              | 114                          |                              | 114                          | Мигел Ферер          | 2012 | 2017     |
|                       |                              |                              |                              |                              |                              |                      |      |          |
| Двејн Касијус Прајд   |                              | 4                            |                              | 71                           | 75                           | Скот Бакула          | 2014 | -        |
| Кристофер Ласејл      |                              | 4                            |                              | 71                           | 75                           | Лукас Блек           | 2014 | -        |
| Мередит Броди         |                              | 2                            |                              | 47                           | 49                           | Зои Меклилан         | 2014 | 2016     |
| Себастијан Ланд       |                              |                              |                              | 71                           | 71                           | Роб Керкович         | 2014 | -        |
| Др. Лорета Вејд       |                              | 2                            |                              | 71                           | 73                           | К. К. Х. Паундер     | 2014 | -        |
| Патон Плејм           |                              |                              |                              | 59                           | 59                           | Дарил Мичел          | 2014 | -        |
| Соња Перси            |                              | 1                            |                              | 52                           | 53                           | Шалита Грант         | 2015 | -        |
| Тами Грегорио         |                              |                              |                              | 24                           | 24                           | Ванеса Ферлито       | 2016 | -        |
|                       |                              |                              |                              |                              |                              |                      |      |          |